# Boophis liami
A Boophis liami a kétéltűek (Amphibia) osztályába, a békák (Anura) rendjébe és az aranybékafélék (Mantellidae) családjába tartozó faj. Nevét Liam Nicolas Vlasimsky tiszteletére kapta, aki a Biopat programon keresztül anyagi támogatást nyújtott.

## Előfordulása
A faj Madagaszkár endemikus faja. Eddig mindössze két helyen, Vohidrazana környékén és az Andasibe-Mantadia Nemzeti Parkban figyelték meg. Élőhelye 850–900 m-es magasságban található. Természetes élőhelye szubtrópusi vagy trópusi párás síkvidéki erdők, folyók. Élőhelyének elvesztése fenyegeti a mezőgazdaság, a fakitermelés, a faszéntermelés, az invaziv eukaliptuszfajok, a legeltetés és az emberi terjeszkedés következtében.

## Megjelenése
Kis termetű békafaj. A megfigyelt hímek testhossza 19–21 mm volt. Háta áttetsző zöld, időnként elszórt barna pettyekkel. Gyakran vörösesbarna sáv látható az orrhegyétől a szeméig, szeme felett hasonló színű folttal.